# 天安牙山駅
天安牙山駅（チョナンアサンえき）は、大韓民国忠清南道牙山市排芳邑にある、韓国鉄道公社（KORAIL）京釜高速線の駅。温陽温泉という副駅名がある。

## 概要
2004年4月1日の京釜高速線1期開通と同時に営業を開始した。2011年10月現在京釜線・湖南線・慶全線・全羅線直通KTXも停車する。2007年3月から長項線牙山駅と連携し、現在では長項線の旅客列車と首都圏電鉄1号線の乗り換えが可能である。
駅の位置が天安市と牙山市の境界という点から、駅名をめぐる自治体間の紛争を経て現在の名称に決定した。（後述）

## 歴史
- 1993年6月14日 - 京釜高速鉄道 新天安駅（仮称）の駅舎の位置が確定。
- 1996年7月22日 - 駅舎新築着工。
- 2003年
  - 8月21日 - 駅名を新天安駅から天安牙山駅に変更。
  - 11月20日 - 駅名を天安牙山駅から天安牙山駅（温陽温泉）に再変更。
- 2004年4月1日 - 京釜高速線開通と同時に営業開始。
- 2007年3月30日 - 長項線牙山駅開業、乗り換え駅となる。
- 2007年12月15日 - 普通駅から運転簡易駅に変更。
- 2012年12月 - 管理駅から配置簡易駅に格下げ。
- 2016年12月9日 - SRT乗り入れ開始。

### 駅名について
駅は行政区域上では忠清南道牙山市に位置するが敷地の一部は隣の天安市に跨っており、天安市と牙山市の間で駅名紛争があった。 
当初、建設交通部は駅の候補地を既存の天安駅、星村洞（ソンチョンドン・新設）、長在里（チャンジェリ・新設）の3ヶ所に選定した。しかし、天安駅や星村洞などの旧市街側は線路の拡張が不可能であったため、長在里に駅を新設することを決定し、駅名の仮称を「新天安（シンチョナン）駅」として計画した。なお、駅が建設される長在里住民は生活圏の問題を理由に、1980年代から2000年代初めまで天安市への編入を主張していたが、最終的には編入できずに終わった。
天安市は、駅の利用客の多くが天安市民であるため駅が所在する地域も天安市の生活圏とし「新天安駅」を、牙山市は駅が牙山市の行政区域内に位置するとし「牙山駅」の駅名をそれぞれ主張した。2003年11月20日、建設交通部は折衷案として正式駅名を「天安牙山駅」とし、副駅名として「温陽温泉」を併記することに決定した。なお、温陽温泉は当駅から西に約10km離れている。

## 駅構造

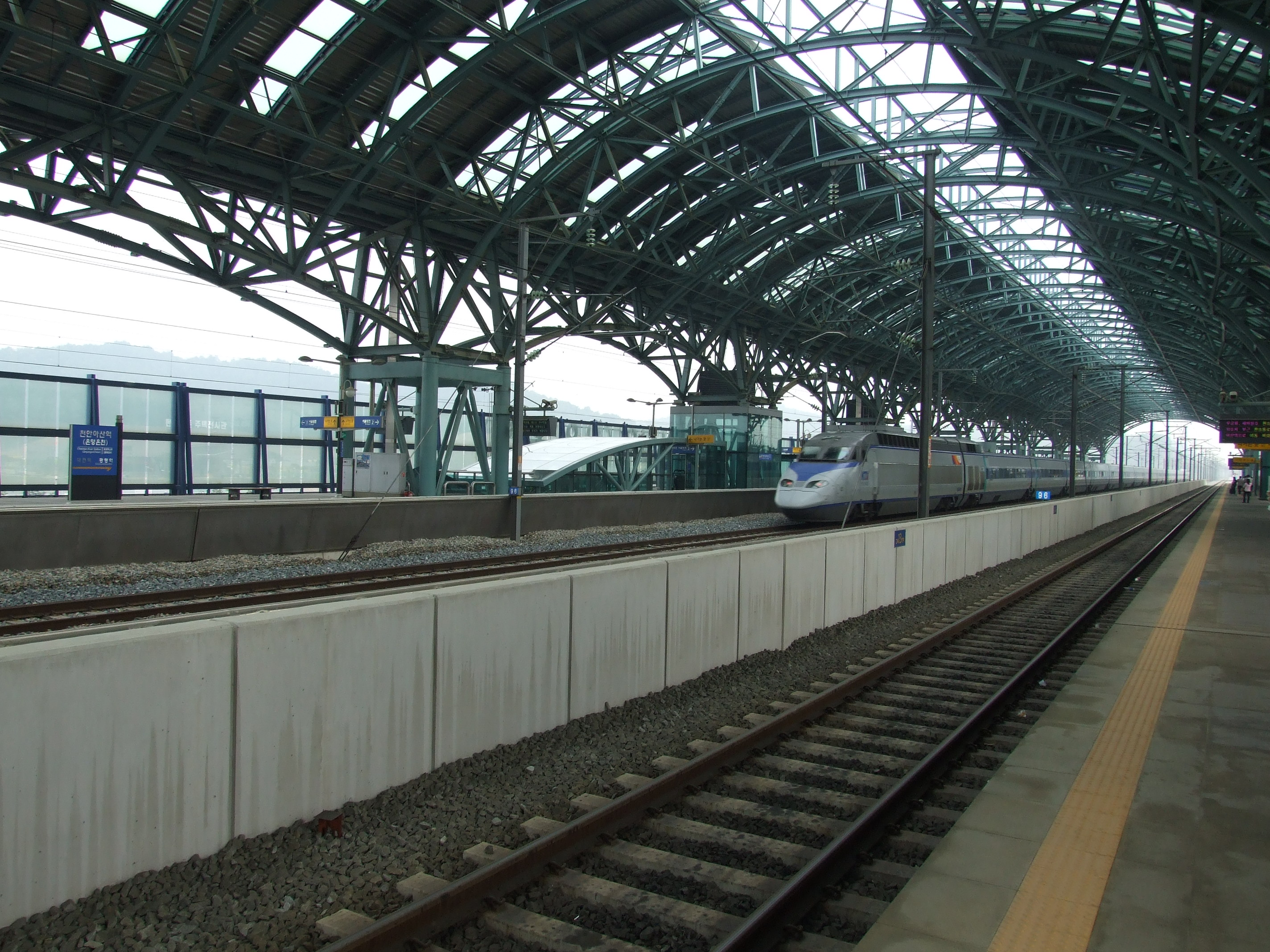
プラットホーム

相対式・島式ホーム2面4線及び通過線2線を有する高架駅。通過線と停車線（2・3番ホーム用線路）の間には防音・防風壁が設置されている。ホームには発車標が設置されており、TVや冷暖房機が設備された待合室も設置されている。牙山駅との乗り換え通路はホーム南端にあるホーム間の通路と、コンコース間の通路がある。

### のりば
| 1・2 | 京釜線・湖南線 | SRT      | 水西方面                 |
| 1・2 | 京釜線         | KTX      | 龍山駅・ソウル・幸信方面 |
| 1・2 | 湖南線         | KTX      | 龍山駅・ソウル・幸信方面 |
| 1・2 | 慶全線         | KTX      | 龍山駅・ソウル・幸信方面 |
| 1・2 | 東海線         | KTX      | 龍山駅・ソウル・幸信方面 |
| 1・2 | 全羅線         | KTX      | 龍山駅・ソウル・幸信方面 |
| 3・4 | 京釜線         | KTX・SRT | 釜山方面                 |
| 3・4 | 湖南線         | KTX・SRT | 木浦方面                 |
| 3・4 | 慶全線         | KTX      | 晋州方面                 |
| 3・4 | 東海線         | KTX      | 浦項方面                 |
| 3・4 | 全羅線         | KTX      | 麗水エキスポ方面         |

## 利用状況
| 2004年 | 下り | 乗車 | 324,544   | 未開業 |
| 2004年 | 下り | 下車 | 335,145   | 未開業 |
| 2004年 | 上り | 乗車 | 359,717   | 未開業 |
| 2004年 | 上り | 下車 | 300,675   | 未開業 |
| 2005年 | 下り | 乗車 | 593,221   | 未開業 |
| 2005年 | 下り | 下車 | 549,487   | 未開業 |
| 2005年 | 上り | 乗車 | 569,968   | 未開業 |
| 2005年 | 上り | 下車 | 586,098   | 未開業 |
| 2006年 | 下り | 乗車 | 740,610   | 未開業 |
| 2006年 | 下り | 下車 | 679,892   | 未開業 |
| 2006年 | 上り | 乗車 | 695,521   | 未開業 |
| 2006年 | 上り | 下車 | 733,113   | 未開業 |
| 2007年 | 下り | 乗車 |           | 未開業 |
| 2007年 | 下り | 下車 |           | 未開業 |
| 2007年 | 上り | 乗車 |           | 未開業 |
| 2007年 | 上り | 下車 |           | 未開業 |
| 2008年 | 下り | 乗車 | 920,859   | 未開業 |
| 2008年 | 下り | 下車 | 794,545   | 未開業 |
| 2008年 | 上り | 乗車 | 816,343   | 未開業 |
| 2008年 | 上り | 下車 | 921,321   | 未開業 |
| 2009年 | 下り | 乗車 |           | 未開業 |
| 2009年 | 下り | 下車 |           | 未開業 |
| 2009年 | 上り | 乗車 |           | 未開業 |
| 2009年 | 上り | 下車 |           | 未開業 |
| 2010年 | 下り | 乗車 | 1,137,104 | 未開業 |
| 2010年 | 下り | 下車 | 1,010,873 | 未開業 |
| 2010年 | 上り | 乗車 | 1,005,983 | 未開業 |
| 2010年 | 上り | 下車 | 1,151,197 | 未開業 |
| 2011年 | 下り | 乗車 | 1,373,309 | 未開業 |
| 2011年 | 下り | 下車 | 1,195,201 | 未開業 |
| 2011年 | 上り | 乗車 | 1,173,121 | 未開業 |
| 2011年 | 上り | 下車 | 1,367,589 | 未開業 |
| 2012年 | 下り | 乗車 |           | 未開業 |
| 2012年 | 下り | 下車 |           | 未開業 |
| 2012年 | 上り | 乗車 |           | 未開業 |
| 2012年 | 上り | 下車 |           | 未開業 |

## 駅周辺

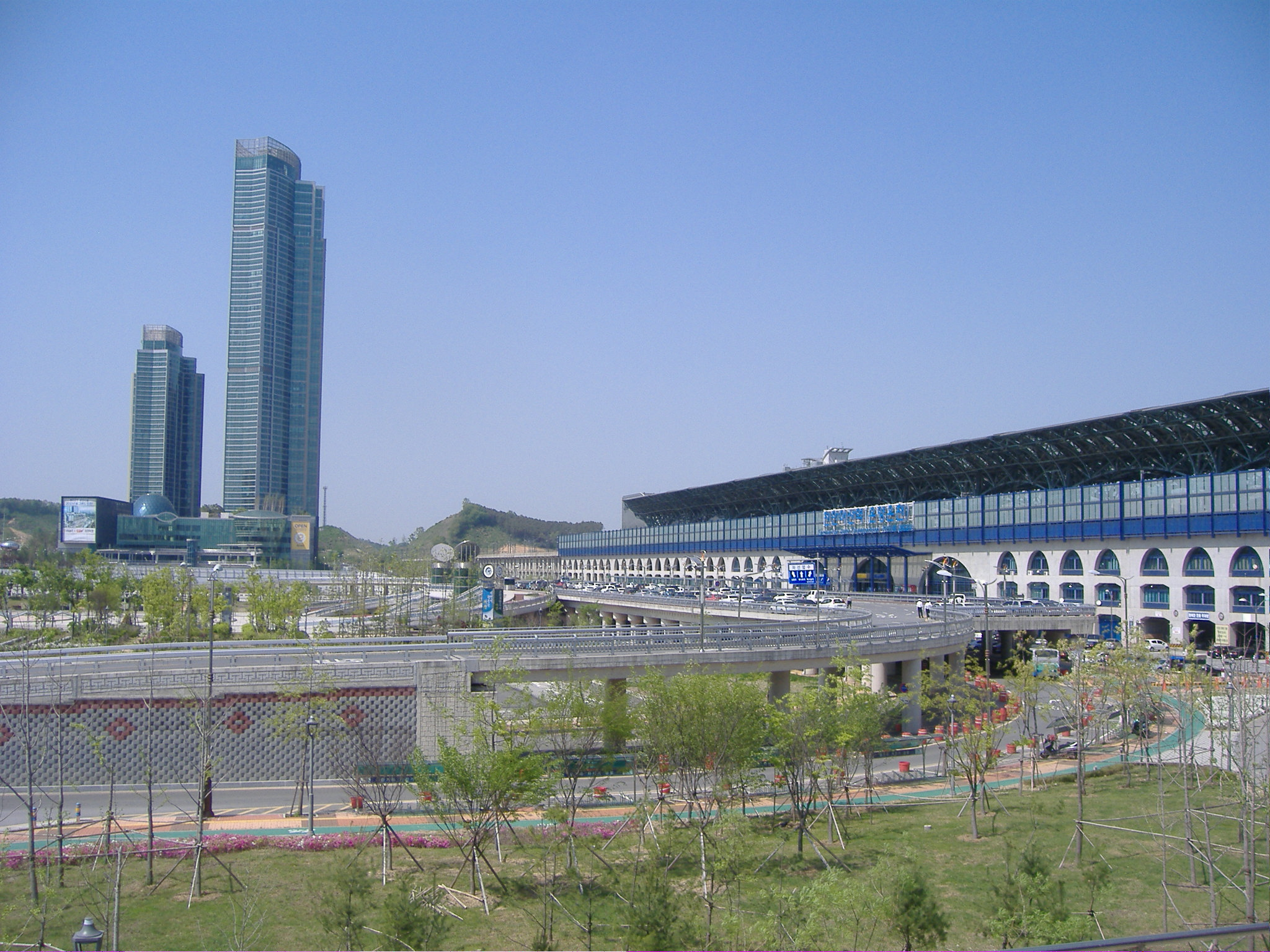
駅周辺の様子

- 長項線牙山駅
- 牙山新都市（朝鮮語版）広報館
- 天安双龍高等学校（朝鮮語版）
- 鮮文大学校
- ギャラリア百貨店センターシティ
- イーマートペンタポート店
- イーマートトレイダーズ天安牙山店
- イーマート 天安店
- ロッテマート天安牙山店
- E-MART TRADERS天安牙山店
- CGVペンタポート店

## 隣の駅
韓国鉄道公社
京釜高速線
KTX
光明駅 - 天安牙山駅 - 五松駅
SR
京釜高速線
SRT
平沢芝制駅（水西平沢高速線直通） - 天安牙山駅 - 五松駅

## 登場作品
『新感染 ファイナル・エクスプレス』では、ソウル発釜山行きのKTX車内でゾンビが発生し、ソグらが安全な車両に退避し、ゾンビを隔離してまもなく、運転士が「非常事態のため、天安牙山駅（日本語字幕では「チョナン駅」表記）には止まりません」と放送する。そのあと、列車が低速で天安牙山駅を通過する際、車内の乗客たちは、駅のホームで車窓を叩きながら助けを求める人々が次々とゾンビに襲われるところを目撃する。